# Малышев, Кронид Иванович
Крони́д Ива́нович Ма́лышев (1841—1907, Санкт-Петербург) — российский цивилист, член консультации при министерстве юстиции и комиссии по составлению Гражданского уложения Российской империи, тайный советник.

## Биография
Сын священника. Образование получал в Челябинском духовном училище, Уфимской семинарии (1860) и Казанской духовной академии (1861-1864, не окончил), откуда перешёл в Санкт-Петербургский университет, на юридический факультет (1864—1868). Защитив магистерскую диссертацию «Исторический очерк конкурсного процесса», определён доцентом и после двух лет заграничной командировки (1871—1872) стал читать в Петербургском университете гражданское судопроизводство, гражданское и торговое право. Курс судопроизводства представлял собой первый в России опыт составления научно-практического судебного руководства, в основу которого был положен историко-сравнительный метод, а в курсе гражданского права ставил себе задачей установление основных понятий гражданского права, которые должны быть по преимуществу общими для всей России, считая что лишь по выработке общей теории гражданского права России возможна общая кодификация гражданского права.
В 1882 году он оставил университетскую кафедру, перейдя на службу в кодификационный отдел, а по его упразднении — в отделение Свода законов государственной канцелярии. Принимал участие в работе комиссии по составлению гражданского уложения.
Похоронен в Санкт-Петербурге на Никольском кладбище Александро-Невской лавры.

## Научная деятельность
К. Малышев принадлежал к практической школе юристов; он обращал внимание на полезность и необходимость изучения конкретных отношений, сделок и обязательств, порядка производства дел в различных учреждениях. Рекомендуя догматически индуктивный метод на широкой основе сравнительного правоведения, не отрицал важного значения и за критическим элементом науки права.

## Награды
Ордена — Св. Анны 2 степени (1880), Св. Владимира 3 степени (1884), Св. Станислава 1 степени (1886), Св. Анны 1 степени (1889), Св. Владимира 2 степени (1894), дважды монаршее благоволение (1877, 1888).

### Список произведений
- Исторический очерк конкурсного процесса. — СПб.: Тип. тов-ва «Обществ. польза», 1871. — 456 с.
- Курс гражданского судопроизводства: В 3 томах.
  - Том первый. — 2-е изд. — СПб.: Тип. М. М. Стасюлевича, 1876. — VIII, 444 с.
  - Том третий. — 1-е изд. — СПб.: Тип. М. М. Стасюлевича, 1879. — XII, 448 с.
- «Курс общего гражданского права России» (СПб, т. I, 1878) и особое приложение к этому курсу под заглавием: «Гражданские законы и обычное право России в общем их своде со включением законов Финляндии, Царства Польского, Остзейского края, Бессарабских, Еврейских и Мусульманских» (1880);
- «Об ученой разработке торгового права в России» (1875);
- «Общее Уложение и дополнительные к нему узаконения Финляндии» (СПб, 1891);
- Гражданские законы Калифорнии в сравнительном изложении с законами Нью-Йорка и других Восточных штатов и с общим правом Англии и Северной Америки. — в 3-х т. — СПб.: Издание К. Л. Риккера, 1906.
- Избранные труды по конкурсному процессу и иным институтам торгового права. — М.: Статут, 2007. — 795 с.